# Chico Formiga
Francisco Ferreira de Aguiar, mais conhecido como Chico Formiga ou Formiga (Araxá, 11 de novembro de 1930 — São Vicente, 22 de maio de 2012), foi um futebolista e treinador de futebol brasileiro, que atuava como quarto-zagueiro.

## Biografia

### Jogador
Sua posição de origem era zagueiro, uma vez ou outra atuava como volante. Começou jogando na equipe juvenil do Cruzeiro Esporte Clube, em maio de 1950. Foi na equipe de Minas Gerais que ele ganhou o apelido de “Formiga”, devido ao físico franzino.
Chegou ao Santos FC no mês de maio de 1950, pelas mãos do torcedor santista José Aflalo que o indicou a diretoria do Peixe. Passou rapidamente pela equipe de aspirantes e a primeira partida no time principal ocorreu em seu estado de origem, no amistoso contra a Seleção de Juiz de Fora, alusivo as festividades do primeiro centenário daquela cidade mineira, em 28 de maio de 1950.
Na temporada de 1952, começou como titular, jogando como quarto-zagueiro, ou como médio-volante, se tornando uma referência defensiva, sendo eleito como um dos melhores do setor no Campeonato Paulista.
Ganhou o título paulista de 1955, ajudando o time a quebrar um jejum de vinte anos na competição. Fez parte do esquadrão de Pelé, que ganhou quase tudo o que disputou no período.
Neste meio tempo, no início de 1957, foi vendido para o Palmeiras, naquela que era até então a mais cara transferência do futebol brasileiro. Por motivos financeiros, precisava ajudar seu pai que não estava bem de saúde, teve seu passe negociado pelo Santos por dois milhões de cruzeiros antigos, mais a renda de um jogo entre o Peixe e o time do Parque Antártica. Na transação entraram em definitivo os passes do meia Jair Rosa Pinto e do goleiro Laércio José Milani.
Em três anos no Palmeiras, fez 72 jogos (35 vitórias, 14 empates, 23 derrotas) e não marcou nenhum gol. Na equipe esmeraldina ficou atuando até o ano de 1959, quando então decidiu voltar ao time de Vila Belmiro, formando no grande esquadrão que o Peixe havia montado e conquistando o Torneio Rio-São Paulo de 1959, mais três Campeonatos Paulistas, dois Campeonatos Brasileiros, a Copa Libertadores e o Mundial Interclubes de 1962.
Sua última apresentação pelo Peixe foi no dia 9 de dezembro de 1962, em partida válida pelo Campeonato Paulista contra a Esportiva de Guaratinguetá, que terminou com a vitória santista pelo placar de 2 a 1, no Estádio Benedito Meirelles. Pelo clube jogou 410 partidas entre os anos de 1950/57 e 1959/1962 marcando dois gols. É o décimo sexto jogador que mais vezes defendeu a camisa do Alvinegro.
Conhecido por sua competência e talento no setor defensivo, Formiga jogou 15 partidas pela Seleção Brasileira e 7 pela Seleção Paulista e, até hoje, é lembrado como um dos grandes atletas da história do alvinegro praiano.

### Treinador
Ao término da carreira como jogador, Formiga começou a exercer a função de técnico na equipe infantil do Santos e anos mais tarde trabalhou como auxiliar e depois como treinador da equipe principal.
Formiga assumiu o comando técnico depois de uma noite de quebradeira no Pacaembu, em 20 de abril de 1978, na qual 20 mil santistas se revoltaram contra o time que perdeu para o Operário de Campo Grande por 2 a 1, pelo Campeonato Brasileiro, e em plena época de regime militar bateram até nos PMs que tentaram conter os torcedores mais exaltados. Naquela noite o técnico interino era Mengálvio, que substituía Ramos Delgado.
Como treinador, em sua primeira passagem (período de 1978/79) ganhou justamente seu primeiro título, o Campeonato Paulista de 1978, no clube que o consagrou, a primeira conquista importante do time depois da saída de Pelé. Formiga ficou conhecido como o comandante do time denominado de "Meninos da Vila", devido à juventude do elenco, que contava com futuros craques, como Pita, Juary, Nílton Batata e Aílton Lira.
Em entrevista publicada na revista Placar, em 2 de fevereiro de 1979, o treinador revelou que para chegar ao título usou de muita simplicidade, sem procurar inventar nada de milagroso: “Não adianta ficar borrando o quadro-negro com esquemas complicados. Os meninos querem apenas jogar. Se inventar muito não funciona!”.
No início dos anos 80, trocou de time e foi contratado pelo São Paulo,[carece de fontes?] onde pôde administrar um grande esquadrão, à época chamado de "Máquina Tricolor", contando com uma verdadeira seleção, Waldir Peres, Getúlio, Oscar, Darío Pereyra e Marinho Chagas; Almir, Heriberto e Renato; Paulo César Capeta, Serginho Chulapa e Mário Sérgio. Com o time ganhou o Paulistão de 1981. No ano seguinte, após ter sido surpreendentemente eliminado pelo Guarani de Careca no Campeonato Brasileiro, saiu do clube, indo parar no então iniciante futebol da Arábia Saudita. Pelo Tricolor teve 41 vitórias, 10 empates e 19 derrotas.
Voltou tempos depois, tendo dirigido novamente o Santos Futebol Clube entre 1982/84, na campanha do vice-campeonato brasileiro de 1983, vencido pelo Flamengo de Zico e cia.
No fim da década pôde mais uma vez mostrar o seu talento, bastante subestimado por sinal, ao treinar o Corinthians, em meio ao estadual de 1987. O time passava por uma grande crise, terminando o primeiro turno num vexatório penúltimo lugar. Formiga conseguiu reerguer a equipe, a ponto dela brigar fortemente pelo título, chegando à final, mas sendo derrotado pelo São Paulo FC.
Passou ainda por Portuguesa, Cruzeiro, Goiás, Santo André e Universidad Guadalajara do México.
Foi campeão mineiro pelo América Mineiro em 1993, encerrando um jejum de 22 anos sem títulos da equipe, em uma brilhante campanha que teve marcantes goleadas contra os rivais Cruzeiro e Atlético Mineiro. A equipe base era: Milagres, Estevam, Marins, Lelei e Ronaldo; Gutemberg, Taú e Flávio; Euler, Hamílton e Róbson.
Nos anos 90, após treinar times de segunda e terceira divisão, como a Catanduvense e o Palestra de São Bernardo, onde conquistou acessos importantes, voltou ao Oriente, desta vez ao Japão, fazendo bela campanha e conduzindo o Oita Trinita, então azarão, à terceira colocação na divisão de acesso japonesa.
De volta ao Brasil, foi convidado pela diretoria do Santos para novamente trabalhar na equipe. Entre outros de seus feitos, pode se creditar o fato de ter descoberto a nova sensação do futebol brasileiro, Robinho, principal craque nos dois Campeonatos Brasileiros ganhos pelo clube, em 2002 e 2004, e a jovem promessa Neymar.
Foi o sexto treinador que mais dirigiu o Alvinegro Praiano. No total, comandou a equipe em 250 partidas, com 114 vitórias, 80 empates e 56 derrotas.

## Títulos
Com a camisa do Santos, conquistou o bicampeonato da Libertadores e do mundial Interclubes (1962/1963), além do tricampeonato Brasileiro (1961-1963), além de campeonatos paulistas (1955-1956 e 1960-1963) e o Torneio Rio-São Paulo de 1959 .

## Morte
Chico veio a morrer no dia 22 de maio de 2012, aos 81 anos, vítima de um infarto.